# Шахматы Макаренко
Шахматы Макаренко — разновидность классической шахматной игры, в которой варьируется стоимость и количество фигур. Игра ведётся со сложенными в стопку дисками. Её изобретение приписывают советскому педагогу-реформатору Антону Семёновичу Макаренко, который с 1920 по 1928 год был заведующим колонии имени Горького.

## Фигуры
Шахматные фигуры в этой игре состоят из сложенных шашек, количество которых варьируется в зависимости от ценности и типа фигуры следующим образом:
| 1 и 2 шашки: | пешка  |
| 3 шашки:     | ладья  |
| 4 шашки:     | конь   |
| 5 и 6 шашек: | слон   |
| 7 шашек:     | ферзь  |
| 8 шашек:     | король |

## Правила
Игра в основном ведётся по правилам традиционных шахмат, с тем же способом перемещения фигур.
Особенность заключается в том, что диски и образуемые ими небольшие башни можно складывать друг на друга, создавая таким образом новые фигуры. То есть, если ладья движется на своего слона, то диски 3+5 превращаются в башню из 8 дисков, значение которой теперь — король.
Вы можете строить только из собственных дисков. Перемещение на фигуру противника является традиционным шахматным ходом. При атаке диски захваченной фигуры удаляются с доски и больше не могут быть введены в игру.
Фигуры всегда перемещаются в соответствии с правилом для их текущей стоимости. Так, в приведённом выше примере ладья должна двигаться как ладья, но фигура, родившаяся в результате слияния, будет двигаться как король.
При строительстве происходит укладка промежуточного количества деталей. Именно поэтому действует правило, что, хотя пешка эквивалентна 1 фигуре, ладья требует 3 фигуры, поэтому две шашки друг на друге всё равно эквивалентны пешке. Аналогично, башня из 6 фигур эквивалентна слону из 5 фигур.
Башня высотой более 8 дисков не может быть создана.
Башню можно не только построить, но и разделить. То есть можно перемещаться дисками, снятыми с башни, в соответствии со способом перемещения фигуры, который представлен количеством перемещённых дисков. Например, 3 диска снимаются с 5-дискового слона, представляя теперь собой ладью, и перемещаются в соответствии с правилами для ладьи. 2 диска, оставшиеся на исходном поле, считаются пешкой.
Нет никаких препятствий для частичного перемещения дисков из одной башни в другую. Главное, чтобы была выполнена процедура перемещения фигуры, соответствующая её номиналу.
В результате может получиться так, что у игрока будет более одного короля. Следовательно, в этой игре король может быть захвачен. Даже если последний король захвачен, игра не заканчивается, если игрок может немедленно собрать нового короля. Игрок, у которого после одного хода нет короля, проигрывает.
Если у игрока есть только один король (в дополнение к другим фигурам), эта фигура не может быть разделена, даже если она возрождается в другом месте.